# Elliot Easton
Pour les articles homonymes, voir Easton.
Elliot Easton, né Elliot Steinberg le 18 décembre 1953 à Brooklyn (New York), est un musicien américain, il a été le guitariste soliste et choriste du groupe new wave américain The Cars. Ses solos de guitare font partie intégrante de la musique du groupe. Il a sorti un seul album solo, Change No Change en 1985, duquel furent issus 3 singles, il a aussi joué avec d'autres groupes et artistes dont Creedence Clearwater Revisited. C'est un guitariste gaucher. En 2018, il a été intronisé au Rock and Roll Hall of Fame avec le groupe The Cars.
Cet article a été partiellement traduit du Wikipedia anglophone consacré au guitariste Elliot Easton, et sa discographie complète vient du site Discogs dont l'adresse apparaît en bas de page dans la section Références.

## Biographie
Elliot Easton est né en 1953 à Brooklyn (New York). Il étudie la musique au 'Berklee College of Music'. Il vit à Bell Canyon, en Californie.
À partir de 1974, il a fait partie, avec le chanteur et guitariste Ric Ocasek et le bassiste et chanteur Benjamin Orr, d'un groupe qui jouait dans les night clubs de Boston, Cap'n Swing. Si aucun album n'a été produit, le groupe a tout de même enregistré des démos entre 1974 et 1975 et une compilation de ceux-ci, An Almost Famous Band!, est publiée en 2018.
Après la dissolution du groupe Cap'n Swing en 1975, Ocasek, Orr et Easton forment, toujours à Boston, le groupe new wave The Cars avec le multi-instrumentiste Greg Hawkes et le batteur David Robinson en 1976. En 1984, le groupe sort son cinquième album Heartbeat City sur lequel se retrouve le hit Drive, qui constitue le troisième single de l'opus et leur plus grand succès a l'international. Un événement notable pour les Cars, le 13 Juillet 1985, le groupe participe au concert donné à Philadelphie dans le cadre du fameux Live Aid. Il joue 4 chansons lors de ce concert, You Might Think, Drive, Just What I Needed et Heartbeat City. Mais faute d'espace seulement les 2 dernières se retrouveront sur le DVD publié en 2005, il a été produit pour célébrer le 20e anniversaire de l'événement. Après 6 albums studio, les Cars se séparent en 1988, sans publier d'avis officiel de séparation.
Elliot a publié un album solo en 1985, Change No Change, sur lequel on retrouve entre autres, Stephen Hague au synthétiseur et aux chœurs et qui a aussi coproduit le disque avec Roy Thomas Baker et Jon Mathias. Elliot y joue bien sûr la guitare 6 et 12 cordes électrique et acoustique, le sitar électrique, la basse et chante sur toutes les chansons.
En 1994, il joue la guitare sur l'album Healing Bones de Jules Shear, produit par l'organiste Rod Argent et le batteur Peter Van Hooke (qui a joué avec Mike + The Mechanics ainsi que Van Morrison) sur lequel on retrouve aussi des musiciens tels que Tony Levin et Jerry Marotta qui jouent avec Peter Gabriel. Il participe aussi à l'écriture et à la composition de 11 chansons de l'album.
Puis, de 1995 à 2004, il est membre du groupe Creedence Clearwater Revisited avec deux anciens musiciens fondateurs du groupe Creedence Clearwater Revival d'origine, soit Stu Cook à la basse et Doug Clifford à la batterie. Le groupe est alors complèté par John Tristao et Steve Gunner à la guitare rythmique et aux chœurs. En 1998, le groupe sort Recollection, un album double live tiré d'un concert du groupe et qui a été certifié Disque Platine par la RIAA en 2007. Et en 2006 sort la compilation The Best Of Creedence Clearwater Revisited (20th Century Masters – The Millennium Collection) aussi avec Elliot Easton à la guitare solo.
En 2006, il forme le groupe The New Cars avec le multi-instrumentiste et claviériste des Cars Greg Hawkes, le chanteur et guitariste Todd Rundgren, l'ancien bassiste/chanteur d'Utopia Kasim Sulton et le batteur des Tubes Prairie Prince. Un album live est produit toujours en 2006, It's Alive avec 18 chansons, dont certaines des Cars, d'autres de Todd Rundgren et 3 nouvelles compositions.
Il a joué le solo sur la chanson du groupe The Click Five, "Angel to You (Devil to Me)", sur leur premier album Greetings from Imrie House produit en 2005.
En 2010, Elliot a retrouvé les membres originaux survivants (moins le bassiste Benjamin Orr décédé en 2000) des  Cars pour enregistrer leur premier album studio en 24 ans, intitulé Move Like This. L'album est sorti en 2011 et le groupe a fait une tournée pour le soutenir.
Et en 2013, il forme le groupe Tiki Gods avec Debbie Shair au chant et claviers, Todd Jaeger au piano, synthétiseur et thérémine, Nick Walusko à la guitare, sitar électrique Dan Electro, percussions et aux chœurs, lui-même Elliott Easton à la guitare acoustique, électrique, solo, percussions et au chant, Chris Reccardi à la basse et contrebasse, Darian Sahanaja au vibraphone, Probyn Gregory à la trompette, Paul Mertens au saxophone et Mike d'Amico à la batterie. Tout ce petit monde se retrouve sur l'album Easton Island produit la même année. La chanteuse et claviériste Debbie Shair a joué les claviers sur la Bande Sonore Elizabeth Town du film Rencontres à Elizabethtown en 2005 de Nancy Wilson de Heart.
Il est ensuite devenu membre fondateur du groupe The Empty Hearts formé en 2014, qui comprenait également le bassiste des Chesterfield Kings Andy Babiuk, le batteur de Blondie Clem Burke, le guitariste et chanteur des Romantics Wally Palmar et le claviériste du groupe The Faces Ian McLagan. Deux albums sont produits, The Empty Hearts en 2014 et The Second Album en 2020.
En 2018 est sorti un album composé de démos enregistrés entre 1974 et 1975 par le groupe Cap'n Swing, intitulé An Almost Famous Band!, avec Ric Ocasek, Elliott Easton & Benjamin Orr qui formeraient The Cars en 1976.

## Héritage
Le guitariste de Guns N' Roses et de Velvet Revolver, Slash, a cité Easton comme l'une de ses influences musicales, louant les solos concis et mélodiques d'Easton. En 2013, la firme de guitares Gibson a lancé la guitare Elliot Easton « Tikibird » Firebird, qui est une version modifiée de leur modèle Firebird.

## Vie privée
Né Elliott Steinberg à Brooklyn, New York, Easton a fréquenté le Massapequa High School à Massapequa NY et a étudié la musique au Berklee College of Music. Easton a été marié deux fois. Depuis 2018, il est marié à Jill. Il a une fille, Sydney, issue de son premier mariage. Il vit à Bell Canyon, en Californie.

## Discographie

### Solo
- Change No Change (1985 Elektra Records)

## Membre d'un groupe

### The Cars
Albums studio
- 1978 : The Cars
- 1979 : Candy-O
- 1980 : Panorama
- 1981 : Shake It Up
- 1984 : Heartbeat City
- 1987 : Door to Door
- 2011 : Move Like This

Compilation
- 1985 : Greatest Hits

DVD
- 2005 : Live Aid - Le groupe joua 4 chansons lors du concert donné à Philadelphie le 13 Juillet 1985 :  "You Might Think", "Drive", "Just What I Needed" et "Heartbeat City" mais seulement les 2 dernières se sont retrouvé sur le DVD publié en 2005 pour souligner le 20e anniversaire de ce mégaconcert.

### Creedence Clearwater Revisited
- 1998 : Recollection - Album double live
- 2006 : The Best Of Creedence Clearwater Revisited (20th Century Masters – The Millennium Collection) - Compilation

### The New Cars
- 2006 : It's Alive !

### Elliot Easton's Tiki Gods
- 2013 : Easton Island

### The Empty Hearts
- 2014 : The Empty Hearts
- 2020 : The Second Album

### Cap'n Swing
- 2018 : An Almost Famous Band! - Compilation de démos enregistrés entre 1974 et 1975. Avec Ric Ocasek, Elliott Easton & Benjamin Orr.

## Collaborations

### Benjamin Orr
- The Lace (1986)

### Jules Shear
- Healing Bones (1994)

### The Click Five
- Greetings from Imrie House (2005) - Solo sur "Angel to You (Devil to Me)"

## Production

### Amy Rigby
- Diary of a Mod Housewife (1996) - Joue et produit l'album
- Middlescence (1998) - Guitare acoustique, électrique, basse, chœurs et produit l'album